# آنتونی همیلتون
آنتونی همیلتون (انگلیسی: Antony Hamilton; ۴ مهٔ ۱۹۵۲ – ۲۹ مارس ۱۹۹۵) هنرپیشه اهل انگلستان-استرالیا بود.
از فیلم‌ها یا برنامه‌های تلویزیونی که وی در آن نقش داشته‌است می‌توان به سامسون و دلیله اشاره کرد.